# زيتا (نهر)
زيتا (بالصربية: Зета)(تلفظ صربي-كرواتي: [zêta]) هو نهر في الجبل الأسود. مصدره جبل فوجنيك، يتدفق النهر شرقًا لمسافة 65 كم (40 ميل) حتى يصب في نهر موراكا شمال بودغوريتسا. تبلغ مساحة حوض النهر 1597 كم ( 617 ميل مربع).